# Eugène Simon
Eugène Simon (n. 30 aprilie 1848, Paris, Franța – d. 17 noiembrie 1924, Paris, Franța) a fost un arahnolog francez.  El a contribuit enorm la sistematizarea păianjenilor, a descris pentru prima dată genurile Anelosimus, Psellocoptus și Phlogius. În 2007, Societatea Internațională de Arachnologie a instituit Premiul Simon pentru cercetările remarcabile din domeniu. Eugène Simon a efectuat călătorii științifice în Spania (1865, 1868), Algeria (1882—1885), Venezuela (1887—1888), Egipt (1889), Filipine (1890), Ceylon (1892) și pe teritoriul actualului RAS (1893). Cea mai importantă lucrare a sa este Histoire Naturelle des Araignées (1892). El a fost președinte al Société entomologique de France.